# Casa al carrer Figuerola, 17-19 (Montgat)
Casa al carrer Figuerola, 17-19 és un edifici de Montgat (Maresme) inclòs a l'Inventari del Patrimoni Arquitectònic Català.

## Descripció
És una casa formada per una planta baixa, un subsol, un primer pis i un terrat. Actualment són dos habitatges independents, amb entrades exteriors diferents. La construcció s'adapta a un fort desnivell del terreny. A la façana hi ha una gran quantitat d'elements decoratius de tipus neoclàssic com: balustrades, hídries, guardapols decorats, mènsules ornamentades amb volutes, motllures en forma d'òvuls, etc.
Al primer pis hi ha tres finestres i que s'obren a una gran balconada a la qual es pot accedir directament des de l'exterior amb una escala. A la planta baixa hi ha un petit pont que comunica el carrer amb l'entrada principal, perquè aquest no coincideix amb l'alçada del subsol. A la part superior hi ha una torre de planta quadrada. La construcció està pintada de blanc.